# Ankalga, Afzalpur
Ankalga là một làng thuộc tehsil Afzalpur, huyện Gulbarga, bang Karnataka, Ấn Độ.